# Quách hoàng hậu (Tống Nhân Tông)
Nhân Tông Quách Hoàng hậu (chữ Hán: 仁宗郭皇后, 1012 - 1035), pháp danh Thanh Ngộ (清悟), nguyên phối và là Hoàng hậu đầu tiên của Tống Nhân Tông Triệu Trinh.
Dưới thời nhà Tống, bà là Hoàng hậu đầu tiên có danh phận nguyên phối của Hoàng đế. Ngoài ra, bà cũng là vị nguyên phối Hoàng hậu đầu tiên cử hành đại hôn sau khi Hoàng đế kế vị. Tuy thân phận tôn quý, lại được Thái hậu Lưu Nga ủng hộ nhưng vì tính tình cao ngạo, hay kiểm soát Nhân Tông nên bị thất sủng, trở thành vị Phế hậu đầu tiên trong lịch sử triều Tống, sau bị Nhân Tông cho xuất gia tu hành và qua đời khi tuổi còn trẻ.

## Tiểu sử
Quách Hoàng hậu nguyên quán ở huyện Kim Thành, Ứng Châu (nay là huyện Ứng, Sơn Tây), là cháu gái của Quách Sùng (郭崇), giữ chức Tiết độ sứ của Bình Lư quân. Cha bà là Quách Doãn Cung (郭允恭), vốn giữ chức Sùng nghi Phó sứ, sau được tặng làm Tiết độ sứ Trung Vũ quân, kiêm Trung thư lệnh và Thượng thư lệnh.
Năm Thiên Thánh thứ 2 (1025), Quách thị và Trương thị - cháu gái của Kỵ Vệ thượng tướng quân Trương Mỹ (張美) là cùng vào cung, tham gia dự tuyển cho ngôi vị Hoàng hậu của Tống Nhân Tông. Nhân Tông phải lòng trước sắc đẹp của Trương thị, toan lập làm Hậu thì Lưu Thái hậu cương quyết chọn Quách thị. Vì thế ngày 21 tháng 11 (âm lịch) cùng năm, Quách thị sách lập Hoàng hậu, còn Trương thị chỉ được phong Tài nhân.
Bên cạnh đó, Lưu Thái hậu lại tiếp tục nhúng tay vào việc tuyển phi của Tống Nhân Tông khi đưa Vương thị, người có sắc đẹp mà Nhân Tông muốn nạp làm phi, gả cho người trong họ là Lưu Tòng Đức (劉從德). Theo như Lưu Thái hậu nói: "Trọng đức bất trọng sắc" (重德不重色), điều này khiến Nhân Tông có ý bất mãn. Quách hậu cậy Thái hậu tiến cử, sống trong cung muôn phần cao ngạo, lại nghe lời Thái hậu hay giám sát hành tung của Nhân Tông, không cho ông gần gũi các phi tần khác, Nhân Tông tức giận nhưng vẫn không dám nói gì.

## Sau khi bị phế truất
Năm Minh Đạo thứ 2 (1033), tháng 3, Lưu Thái hậu giá băng, Quách hậu mất đi chỗ dựa. Tống Nhân Tông càng không đoái hoài nên bà vô cùng oán thán.
Bấy giờ hậu cung có hai vị phi tần là Thượng Mỹ nhân (尚美人) và Dương Mỹ nhân (楊美人) rất xinh đẹp, được Nhân Tông sủng ái. Quách hậu đố kị, nhiều lần đến chỗ viện sở của hai người để gây sự quát tháo. Một ngày nọ, Nhân Tông lâm hạnh Thượng thị, nhân đó Thượng thị to nhỏ hành vi của Quách hậu, đúng lúc Quách hậu vừa tới nên hai bên xảy ra tranh chấp. Quách hậu không nhịn được, bèn dùng tay hướng thẳng mặt Thượng thị mà tát,  Nhân Tông thấy thế, vội vàng lao ra cứu nên nhận ngay cái tát vào cổ. Nhân Tông phẫn nộ, thượng nghị với Tể tướng Lã Di Giản (呂夷簡), thảo chiếu thư phế truất Quách hậu.
Cùng năm tháng 11, Nhân Tông ngự điện, tuyên bố Quách hậu muốn xuất gia để tu hành, nên "đặc cách" mà cải hiệu thành Tịnh phi (净妃), ban biệt hiệu Ngọc Kinh Trùng Diệu tiên sư (玉京沖妙仙師), pháp danh Thanh Ngộ (清悟), cư ngụ tại Trường Lạc cung (長樂宮). Việc xảy ra đột ngột, Gián quan Khổng Đạo Phụ (孔道輔) tấu lên:"Hậu không có lỗi, không thể phế", kết quả Khổng và các phe cánh đều bị Nhân Tông bãi quan.
Năm Cảnh Hựu nguyên niên (1034), tháng 8, Tống Nhân Tông theo ý của Dương Thái hậu, biếm Thượng Mỹ nhân lẫn Dương Mỹ nhân đều bị lần lượt bắt tu hành ở Động Chân cung (洞真宮) và hoặc an trí ở biệt trạch. Thuận theo ấy, Nhân Tông lại tuyên bố Quách Tịnh phi ra ở Dao Hoa cung (瑤華宮), phế truất phi hiệu, đổi hiệu thành Kim Đình giáo chủ (金庭教主) rồi Trùng Tĩnh nguyên sư (沖靜元師). Thân thích của Quách thị là Tiền Duy Diễn (錢惟演), giữ chức Tòng bình chương sự (從平章事) nay cũng bị biếm ra làm Tiết độ sứ Sùng Tín quân.
Về sau, Nhân Tông cảm thấy hối hận và nhớ nhung Quách thị, thường sai quan thăm hỏi, còn ban Nhạc phủ. Quách thị đối với Nhân Tông cũng ung dung hơn khi trước. Nhân Tông mật lệnh cho bà hồi cung, nhưng bà đáp:"Nếu lại lần nữa triệu kiến, chỉ có thể cho bách quan lập ban thụ sách mới được", ý nói chỉ có thể đón bà làm Hậu thì bà mới nguyện gặp mặt. Khi ấy, Nhân Tông đã sách lập Tào Hoàng hậu, nên tuyệt nhiên không thể đáp ứng chuyện này.
Năm Cảnh Hựu thứ 2 (1035), ngày 8 tháng 11 (âm lịch), Quách thị bệnh nặng, Tống Nhân Tông sai Thái y Diêm Văn Ứng (阎文应) đến xem bệnh và Quách hậu mất ngay sau đó, khi 24 tuổi. Bà mất tại Gia Khánh viện (嘉慶院). Người ta cho rằng Diêm Văn Ứng đã hạ độc Quách thị, nhưng không có chứng cứ xác thực. Sang năm (1036), Tống Nhân Tông truy điệu Quách thị, lại truy tặng cho bà ngôi vị Hoàng hậu như trước, nhưng không có thụy hiệu cũng như việc an táng trong miếu, thay vào đó Nhân Tông khởi xây dựng một biệt lăng cho bà bên trong Phúc Thiền viện (福禪院).